# Kherāmeh (kommunhuvudort i Iran)
Kherāmeh (persiska: خرامه, Kharāmeh) är en kommunhuvudort i Iran.   Den ligger i provinsen Fars, i den centrala delen av landet, 700 km söder om huvudstaden Teheran. Kherāmeh ligger 1 593 meter över havet och antalet invånare är 21 683.
Terrängen runt Kherāmeh är platt åt nordost, men åt sydväst är den kuperad.Runt Kherāmeh är det ganska tätbefolkat, med 179 invånare per kvadratkilometer. Det finns inga andra samhällen i närheten. Omgivningarna runt Kherāmeh är i huvudsak ett öppet busklandskap.